# Robert Aumann
Pour les articles homonymes, voir Aumann.
 (novembre 2014).
Si vous disposez d'ouvrages ou d'articles de référence ou si vous connaissez des sites web de qualité traitant du thème abordé ici, merci de compléter l'article en donnant les références utiles à sa vérifiabilité et en les liant à la section « Notes et références ».
Robert Ysraël Aumann, né le 8 juin 1930 à Francfort-sur-le-Main, en Allemagne, est un mathématicien et économiste américano-israélien.
Il est, de 1962 à 1974, consultant pour la RAND Corporation, think tank du département de la Défense des États-Unis. Membre de l'Académie nationale des sciences, il travaille au Center for Rationality à l'université hébraïque de Jérusalem en Israël. Il reçoit, avec Thomas Schelling, le Prix de la Banque de Suède en 2005, pour « avoir amélioré notre compréhension des mécanismes de conflit et de coopération par l'analyse de la théorie des jeux ».

## Études
Aumann est diplômé de l'université de New York en 1950 avec un Bachelor of Science en mathématiques. En 1952, il reçoit son Master of Science et en 1955 son Ph.D. en mathématiques, du Massachusetts Institute of Technology. En 1956, il rejoint la faculté de mathématiques de l'université hébraïque de Jérusalem.

## Contributions
La plus importante contribution d'Aumann est dans le domaine des jeux répétés, qui sont des situations où les joueurs sont confrontés à la même situation à de nombreuses reprises.
Aumann fut le premier à définir le concept d'équilibre corrélé en théorie des jeux, qui est un type d'équilibre dans les jeux non-coopératifs, considéré comme plus flexible que l'équilibre de Nash. Selon Robert Aumann, la probabilité que les joueurs se fassent confiance pour un jeu dépend  du nombre de fois où deux joueur jouent ensemble. La répétition d’un jeu ne garantit alors plus nécessairement l’adoption d’un comportement opportuniste et individualiste par les joueurs. En effet, le premier jeu est crucial : la propension à trahir l’engagement est forte, et s’il y a trahison, ils ne joueront plus ensemble. A l’inverse, l’établissement d’une relation de confiance va permettre d’éviter la trappe de Nash. Cet apport peut être appliqué à la relation entre une entreprise et son fournisseur par exemple.
De plus, Aumann étudia la notion de savoir commun dans la théorie des jeux de façon stricte.
Aumann utilisa la théorie des jeux pour analyser certains des dilemmes du Talmud. Il fut ainsi capable de dissiper le mystère entourant le « problème de la division ». Le problème consistait à expliquer la logique du Talmud dans la division d'un héritage d'un mari décédé à ses trois femmes, en fonction de la valeur de l'héritage, comparée à sa valeur originale.

## Récompenses
Aumann a reçu les récompenses suivantes :
- 1983 : le prix Harvey de sciences et technologie ;
- 1994 : le prix Israël de recherche économique ;
- 2002 : le prix Emet d'économie ;
- 2005 : prix de la Banque de Suède en sciences économiques en mémoire d'Alfred Nobel (« prix Nobel » d'économie) et le prix de théorie John-von-Neumann.

## Travaux
- Values of Non-Atomic Games, Princeton University Press, Princeton, 1974 (avec L. S. Shapley)
- Game Theory (en hébreu), Everyman's University, Tel Aviv, 1981 (avec Y. Tauman et S. Zamir), 2 vol.
- Lectures on Game Theory, Underground Classics in Economics, Westview Press, Boulder, 1989
- Handbook of Game Theory with Economic Applications, vol. 1-3, Elsevier, Amsterdam (coédité avec S. Hart)
- Repeated Games with Incomplete Information, MIT Press, Cambridge, 1995 (avec M. Maschler)
- Collected Papers, vol. 1-2, MIT Press, Cambridge, 2000